# Suspension pneumatique
 (octobre 2019).
Si vous disposez d'ouvrages ou d'articles de référence ou si vous connaissez des sites web de qualité traitant du thème abordé ici, merci de compléter l'article en donnant les références utiles à sa vérifiabilité et en les liant à la section « Notes et références ».
 (décembre 2015).
Le contenu est difficilement compréhensible vu les erreurs de traduction, qui sont peut-être dues à l'utilisation d'un logiciel de traduction automatique.

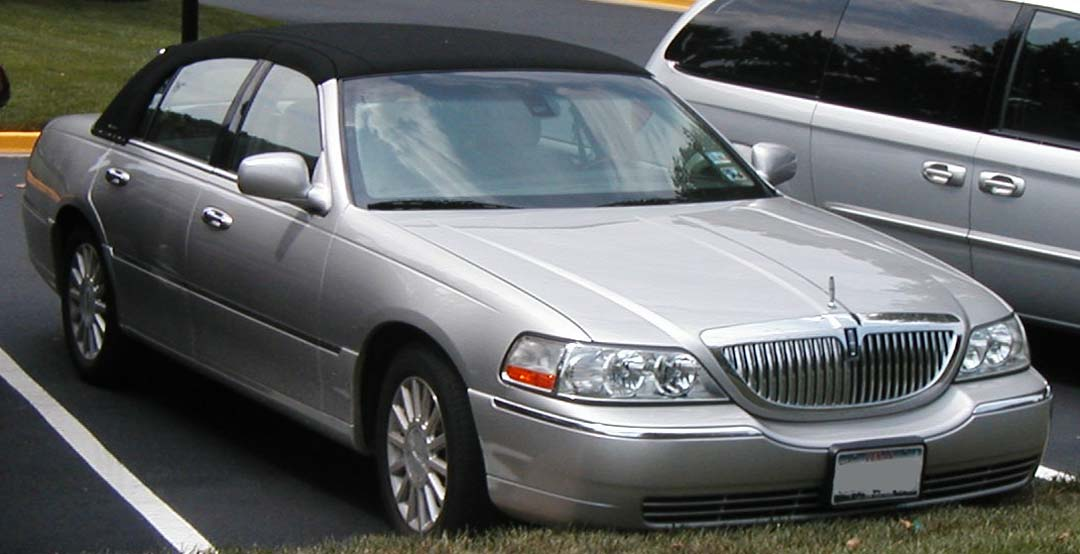
La Lincoln Town Car possède une suspension pneumatique.

La suspension pneumatique est un type de suspension de véhicule alimenté par une pompe à air entraînée par un moteur électrique ou un compresseur. Cette pompe pressurise l'air pour utiliser l'air comprimé comme un ressort. La suspension pneumatique remplace les ressorts en acier conventionnels, mais si le moteur ne fonctionne pas pendant une période prolongée, la suspension du véhicule se dégonfle. Le but de la suspension pneumatique est de fournir un bon confort de roulement et la possibilité de régler la fermeté des suspensions voire la hauteur du véhicule.

## Histoire
L'une des premières suspensions pneumatiques a été conçue par la société Messier (en) dans les années 1920.
Utilisant son expérience acquise sur les camions et les avions lors de la Seconde Guerre mondiale, General Motors introduisit la suspension pneumatique sur les autobus commerciaux puis sur ses modèles de voiture à partir de 1958. Les ressorts standards furent remplacés à chaque roue par des sacs gonflables, avec des capteurs pour maintenir le niveau de la voiture sous la charge et dans les virages. Cependant, ce modèle était trop lent à réagir lors de manœuvres brusques. À une période critique du développement de la suspension pneumatique, la qualité de roulement était un peu supérieure mais pas énormément. Malheureusement, ces systèmes rencontraient certains problèmes de fiabilité, et l'option de la suspension pneumatique ne dura pas à cette époque.

## Utilisation actuelle
Les véhicules utilisant aujourd'hui une suspension pneumatique comprennent les modèles de Maybach, Rolls-Royce, Lexus, Citroën C4 Grand Picasso, Jeep Grand Cherokee, Cadillac (GM), Mercedes-Benz, Land Rover/Range Rover, SsangYong, Audi, Subaru, Volkswagen, Tesla et Lincoln et Ford, notamment. 
La suspension hydropneumatique Citroën est assez différente. Le circuit est partiellement pneumatique mais aussi hydraulique et le système remplace le couple amortisseur/ressort par un vérin hydraulique sous pression, relié à une pompe surmontée d'une sphère (accumulateur), divisée par une membrane où se trouve l'huile du vérin d'un côté, et une poche de gaz sous pression (azote) de l'autre. Citroën équipe désormais ses modèles en « hydractive », une version contrôlée par ordinateur à l'aide de nombreux capteurs de leur système hydropneumatique, qui comprend les modes sport et confort, abaisse la hauteur de la voiture à vitesse élevée (130 km/h) et continue de maintenir la hauteur du châssis même quand le moteur ne tourne pas. Le grand C4 n'est pas une suspension hydraulique mais bien pneumatique sur l'arrière. Citroën semble vouloir abandonner (temporairement) cette suspension issue des premières DS.[réf. nécessaire]
Dans la suspension pneumatique utilisée par certaines sociétés, le réglage en hauteur de la suspension est commandé par le conducteur en fonction du terrain rencontré. Les Lincoln Continental et Mark VIII ont également utilisé un système de suspension pneumatique dans lequel le conducteur pouvait choisir le mode sportif ou confort. Ces réglages de suspension ont également été liés au système de siège à mémoire, ce qui signifie que la suspension de la voiture est ajustée automatiquement selon les souhaits du conducteur. Le système de contrôle dans le Mark VIII abaisse la suspension d'environ 25 mm lorsque la vitesse dépasse 100 km/h pour une meilleure aérodynamique et de meilleurs de performances. Ce type de suspension procure de nombreux avantages et, avec l'avancement de nouveaux matériaux et technologies, ces systèmes sont conçus pour plusieurs plates-formes. Ceci est particulièrement important puisque les constructeurs automobiles s'efforcent d'améliorer la consommation d'essence en réduisant le poids et l'utilisation de la technologie de suspension active permet d'optimiser les performances.
En plus des voitures particulières, la suspension à air est largement utilisée sur les semi-remorques, trains (principalement les trains de passagers) et les autobus, qui sont les secteurs de transport ayant contribué à l'usage et la conception de la suspension pneumatique. Ce système a également été utilisé dans l'expérimentation de l'aérotrain.

## Les applications personnalisées
Au cours des dix dernières années, la suspension pneumatique est devenue extrêmement populaire dans la culture de l'automobile personnalisée : hot rods, camions, voitures et même motos. Elles sont utilisées pour fournir une suspension réglable qui permet aux véhicules d'avoir une garde au sol extrêmement faible, ou encore d'augmenter le niveau du chassis afin qu'il soit suffisamment élevé pour rouler sur des obstacles ou des incohérences de la route. Ces systèmes sont généralement petits, avec un compresseur d'air électrique ou à moteur qui remplit parfois un réservoir qui stocke l'air comprimé pour une utilisation ultérieure. Des bouteilles de gaz industrielles haute pression (telles que les bouteilles d'azote ou de dioxyde de carbone qui sont utilisées pour stocker des gaz de protection pour le soudage) sont parfois utilisées dans des configurations plus radicales de suspension à air. Chacun de ces systèmes de réservoirs peut être entièrement réglable, capable d'ajuster la pression d'air de chaque roue individuellement. Cela permet à l'utilisateur de basculer d'un côté du véhicule à l'autre, d'avant en arrière, dans certains cas "de faire un 3-roues" (contorsionner le véhicule afin qu'une roue se soulève du sol) ou encore "hop" (faire sauter) l'ensemble du véhicule en l'air. Quand un réservoir sous pression est présent, le flux d'air ou de gaz est généralement contrôlé par des électrovannes pneumatiques. Cela permet à l'utilisateur de faire des ajustements en appuyant simplement sur le bouton-poussoir ou un interrupteur électrique.
L'installation et la configuration de ces systèmes varient pour différentes marques et différents modèles, mais le principe sous-jacent reste le même. Le ressort métallique (bobine ou feuille) est supprimé, et un réservoir d'air, aussi appelé ressort pneumatique, est inséré ou fabriqué pour s'adapter à la place de l'équipement d'usine. Lorsque la pression arrive au réservoir d'air, la suspension peut être ajustée levée ou abaissée.
Pour les véhicules à suspension à lames, comme les camions de ramassage, le ressort à lames est parfois supprimé et remplacé par un lien multi-barres. Ces barres sont typiquement dans une configuration de bras oscillant et le ressort pneumatique peut être situé à la verticale entre une barre de liens ou le carter de pont et un point sur le châssis du véhicule. Dans d'autres cas, le réservoir d'air est située sur le côté opposé à la barre de liens principale de l'essieu sur un membre en porte-à-faux supplémentaire. Si les barres de liaison principales sont orientées parallèlement à l'axe longitudinal (conduite) de la voiture, le carter de pont peut être limité latéralement avec soit une barre Panhard ou un parallélogramme de Watt. Dans certains cas, deux des barres de liaison peuvent être combinées en une forme triangulaire qui limite efficacement les essieux des véhicules latéralement.
Souvent, les propriétaires peuvent souhaiter abaisser leur véhicule à un point tel qu'ils doivent couper des portions des ailes pour plus de dégagement. Un membre de renfort communément appelé un C-notch est ensuite boulonné ou soudé au châssis du véhicule afin de maintenir l'intégrité structurelle. Plus précisément sur les camionnettes, ce processus est appelé « émondage » car une partie (encoche) de la benne peut aussi être enlevée, avec les passages de roue, pour permettre le dégagement maximal par essieu. Pour certains, il est souhaitable d'avoir le véhicule si bas que le cadre repose sur le sol lorsque les sacs d'air sont complètement dégonflés.
Les problèmes de suspension pneumatique sont généralement causés par la fissuration due à la vieillesse, ou à l'humidité de l'air dans le système qui est endommagé de l'intérieur. Les pièces de suspension à air peuvent casser lorsque le caoutchouc sèche. Les crevaisons des ballons d'air peuvent être causées par des débris sur la route. Dans le cas d'installations personnalisées, une installation incorrecte peut faire frotter les coussins d'air contre le châssis du véhicule ou d'autres parties environnantes, et les endommager. La sur-extension d'un ressort pneumatique qui n'est pas suffisamment limité par d'autres composants de la suspension, comme un absorbeur de choc, peut aussi conduire à la défaillance prématurée d'un ressort pneumatique par déchirure de la membrane. La défaillance des flexibles du réservoir d'air peut aussi entraîner l'immobilisation complète du véhicule, parce que celui-ci frotte contre le sol ou est trop élevé pour se déplacer.
La panne de l'alimentation en l'air du système est soit due à un problème dans la tuyauterie qui relie les sacs d'air ou les entretoises au reste du système d'air, ou du compresseur d'air. Cela se produit généralement lorsque les conduites d'air, qui doivent acheminer l'air vers les réservoirs dans le châssis du véhicule, frottent contre un bord tranchant d'un membre du châssis ou un élément de suspension en mouvement qui provoque un trou. Ce mode de rupture met généralement un certain temps à se produire après l'installation initiale du système, puisqu'il faut que l'intégrité d'une section de la ligne soit compromise au point de défaillir en raison du frottement et de l'abrasion résultante des matériaux. Une panne de ligne peut également se produire si un morceau de débris de la route frappe une ligne d'air et provoque une crevaison, ou si une pièce se détache et entre en contact avec la suspension. 
La défaillance du compresseur est en général due à une fuite d'air. Le compresseur va être brûlé en essayant de maintenir la pression d'air correcte dans un système où il y a une fuite. L'arrêt du compresseur peut aussi être causé par l'humidité de l'air à l'intérieur du système qui entre en contact avec ses parties électroniques. 
La séchoir utilisé pour enlever l'humidité de l'air du système peut également saturer et devenir incapable de remplir sa fonction. Cela entraîne l'accumulation d'humidité dans le système et peut entraîner un dommage sur les ressorts pneumatiques ou encore brûler le compresseur.